# Nada Matić
Pour les articles homonymes, voir Matić.
Nada Matić (serbe en écriture cyrillique : Нада Матић), née le 10 juin 1984 à Osečina (République socialiste de Serbie), est une pongiste handisport serbe concourant en classe 4. Elle est double championne du monde (2014, 2017) et vice-championne paralympique en 2016.

## Biographie
En 1999 alors qu'elle est au Kosovo, le bus dans lequel elle voyage est bombardé par erreur par les forces de l'Organisation du traité de l'Atlantique nord. Blessée à la colonne vertébrale, elle est transportée à Belgrade pour être soignée.

## Palmarès

### Jeux paralympiques
- médaille d'argent par équipes classe 4-5 aux Jeux paralympiques d'été de 2016 à Rio de Janeiro
- médaille de bronze en individuel classe 4 aux Jeux paralympiques d'été de 2016 à Rio de Janeiro
- médaille de bronze par équipes classe 4-5 aux Jeux paralympiques d'été de 2020 à Tokyo